# اچ‌ام‌اس اردنت (۱۷۶۴)
اچ‌ام‌اس اردنت (۱۷۶۴) (به انگلیسی: HMS Ardent (1764)) یک کشتی است که طول آن ۱۶۰ فوت (۴۹ متر) می‌باشد. این کشتی در سال ۱۷۶۴ ساخته شد.